# Casque colonial
Pour les articles homonymes, voir Casque (homonymie).
 (janvier 2023).
Si vous disposez d'ouvrages ou d'articles de référence ou si vous connaissez des sites web de qualité traitant du thème abordé ici, merci de compléter l'article en donnant les références utiles à sa vérifiabilité et en les liant à la section « Notes et références ».
Le casque colonial ou salacot [sa.la.kot] est soit un chapeau, soit un casque léger fabriqué en liège ou en fibres végétales, recouvert de tissu afin de protéger la tête du soleil. Il était autrefois souvent porté par les Occidentaux sous les tropiques ; il est encore aujourd'hui fréquemment porté au Viêt Nam.
Signe de reconnaissance des empires coloniaux européens dès le XIXe siècle, c'est surtout depuis le XXe siècle que le salacot est devenu l'un des objets les plus emblématiques du dernier siècle du colonialisme européen (Empire britannique, colonies allemandes, Second empire colonial français, Empire colonial belge, Empire colonial néerlandais, etc.). Parfois, il fut considéré comme un symbole du colonialisme. 
Cependant, après la guerre d'Indochine en 1946, le casque colonial, connu sous le nom de pith helmet, est devenu un symbole de l'Armée populaire vietnamienne. Auparavant emblème de l'impérialisme européen, le casque a changé de signification pour les Vietnamiens, devenant une marque de liberté et d'indépendance vis-à-vis de la domination française.
D'une façon similaire, après que le Kenya a obtenu son indépendance en 1963, les administrateurs provinciaux ont adopté les uniformes et coiffes règlementaires des anciens colonisateurs, symbolisant ainsi la résistance à l'impérialisme européen et le retour à la culture et à l'identité du Kenya libéré et autonome.

## Histoire

### Origines
Les premières formes de casques coloniaux remontent aux années 1840, mais il faut attendre les années 1870 pour que le personnel militaire européen adopte ce chapeau dans les colonies tropicales. La guerre franco-prussienne de 1870 avait popularisé le casque à pointe, lequel peut avoir influencé la conception du salacot. Ce terme, entre autres utilisé en français et en espagnol, est issu d'un chapeau traditionnel philippin, le salakot, semblable au casque colonial. 
Fabriqué avec de la moelle ou du liège, il est recouvert d'un tissu blanc avec de petits trous de ventilation. Les versions militaires comportent souvent un insigne en métal à l'avant et peuvent être dotées d'un poinçon et d'écussons d'identification latéraux. La jugulaire  peut être en cuir ou en laiton.

### Variantes
La couleur a, suivant les lieux et les époques, pu être blanche, beige, kaki, marron, verte ou même bleue pour des unités de police et alors que la forme ronde avec une calotte presque hémisphérique  est dominante il a existé des versions militaires plus hautes ou avec une visière en pointe et une partie couvre-nuque assez prononcée et certaines avec une pointe sur le sommet. 

### XIXesiècle
La première apparition du casques en moelle se produit durant les guerres anglo-sikhes. Plus largement adopté au cours de la révolte des cipayes de 1857 à 1859, le casque est ensuite porté par les troupes britanniques servant dans la guerre anglo-ashanti de 1873, la guerre anglo-zouloue de 1878-1879 et les campagnes ultérieures en Inde, en Birmanie, en Égypte et en Afrique du Sud.
Bien que ce couvre-chef soit particulièrement associé aux Britanniques et aux Français, toutes les puissances coloniales européennes utilisent différentes versions du salacot de la fin du XIXe siècle et début du XXe siècle. Le casque tropical français est utilisé pour la première fois par les troupes coloniales en 1878. Les Néerlandais le portent durant toute la guerre d'Aceh (1873-1904). En Amérique, l'armée américaine l'adopte dans les années 1880 pour ses soldats servant sous le soleil du sud-ouest des États-Unis. La Police montée du Nord-Ouest l'utilise également au Canada durant la Rébellion du Nord-Ouest, avant qu'il soit remplacé par le Stetson.

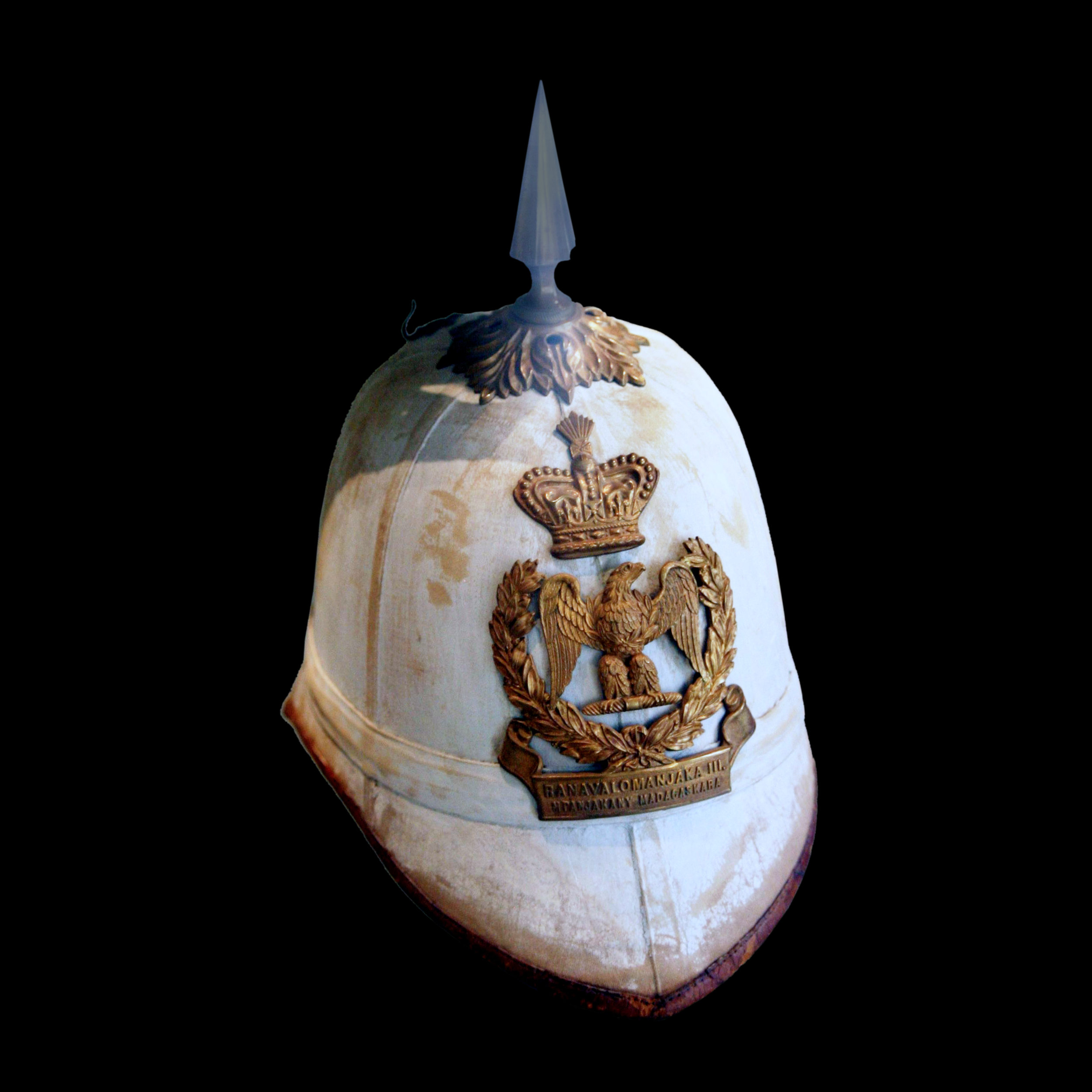
Casque à pointe de l'armée de Madagascar sous Ranavalona III fin XIXe siècle.
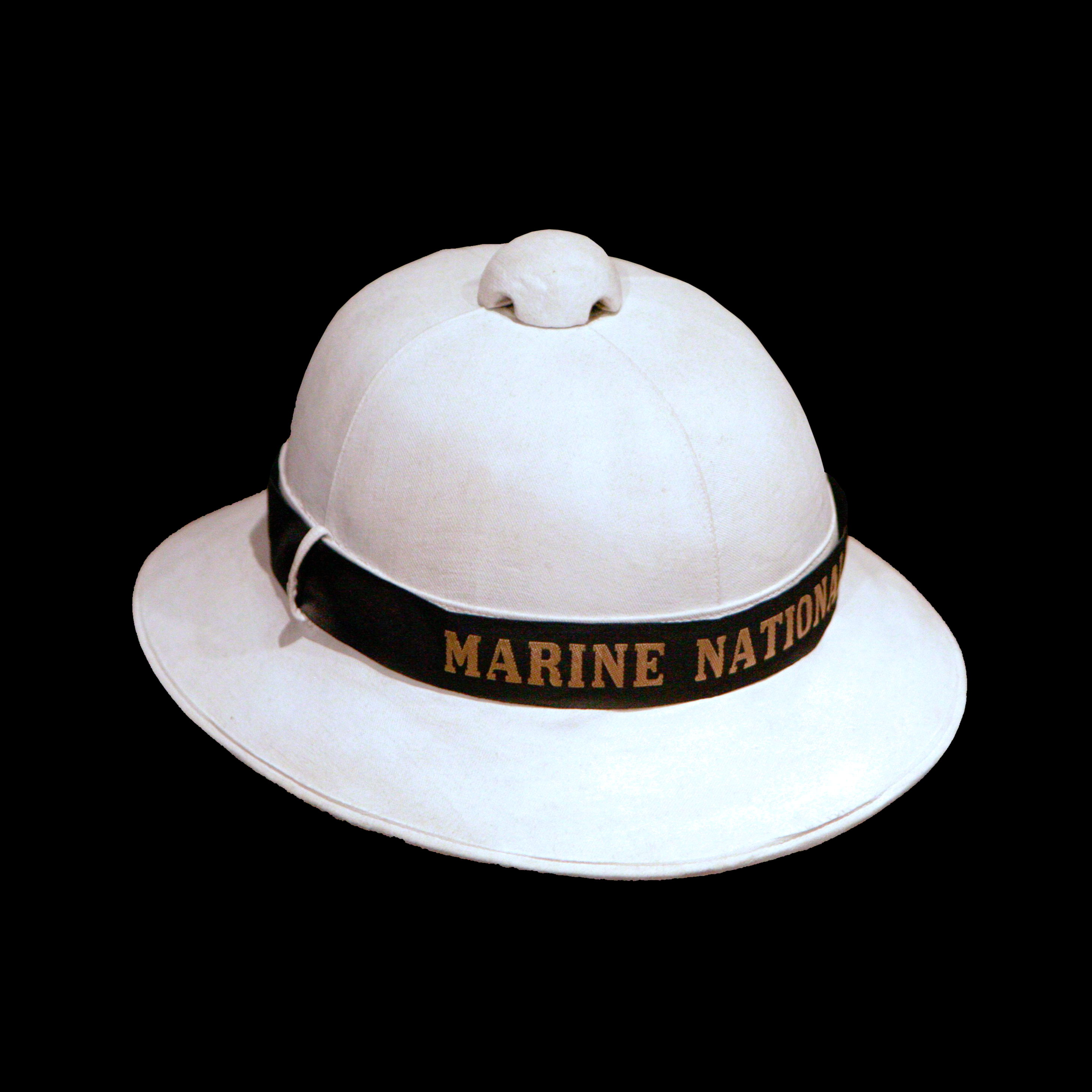
Salacot de la Marine française au début du XXe siècle.
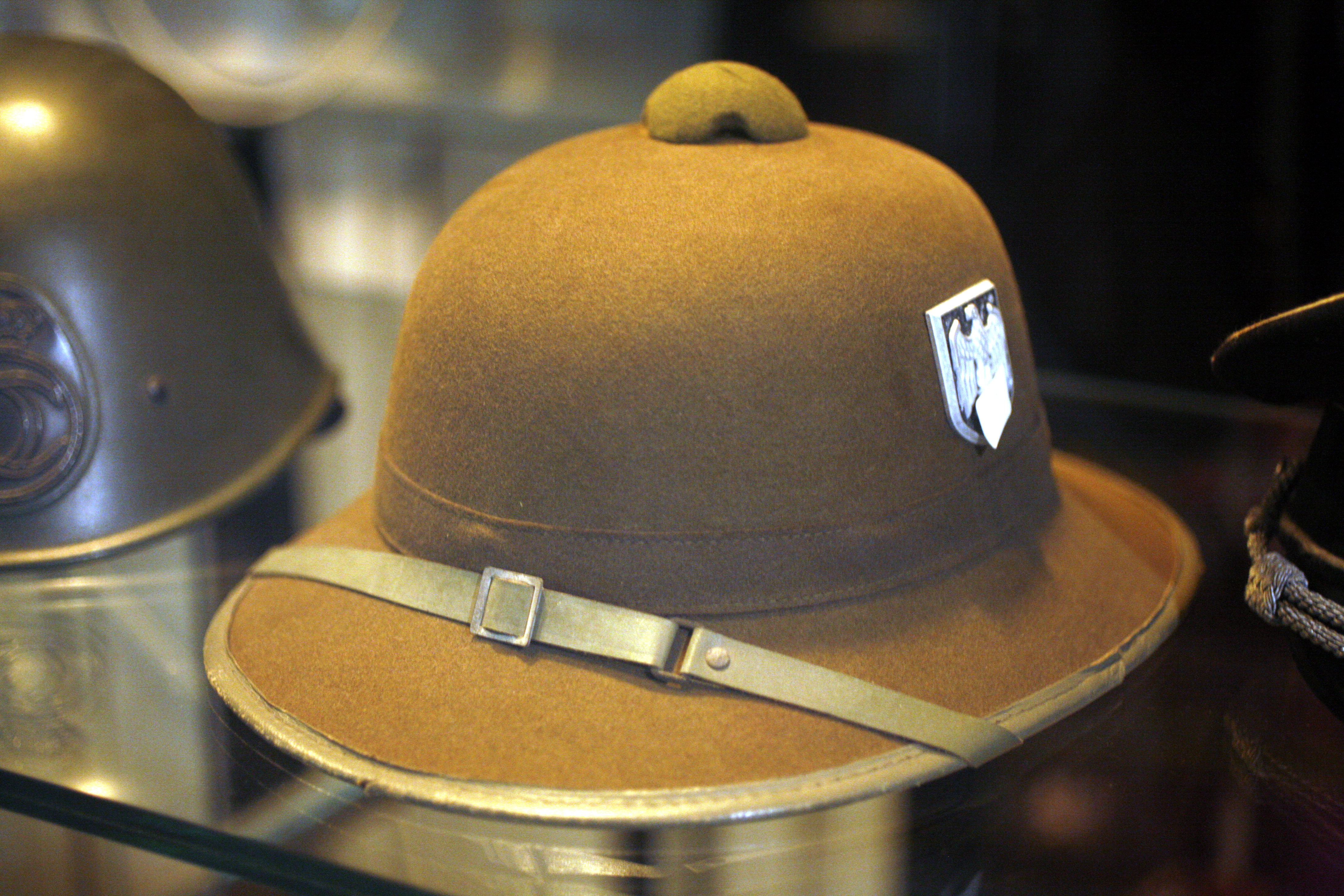
Salacot allemand durant la Seconde Guerre mondiale.
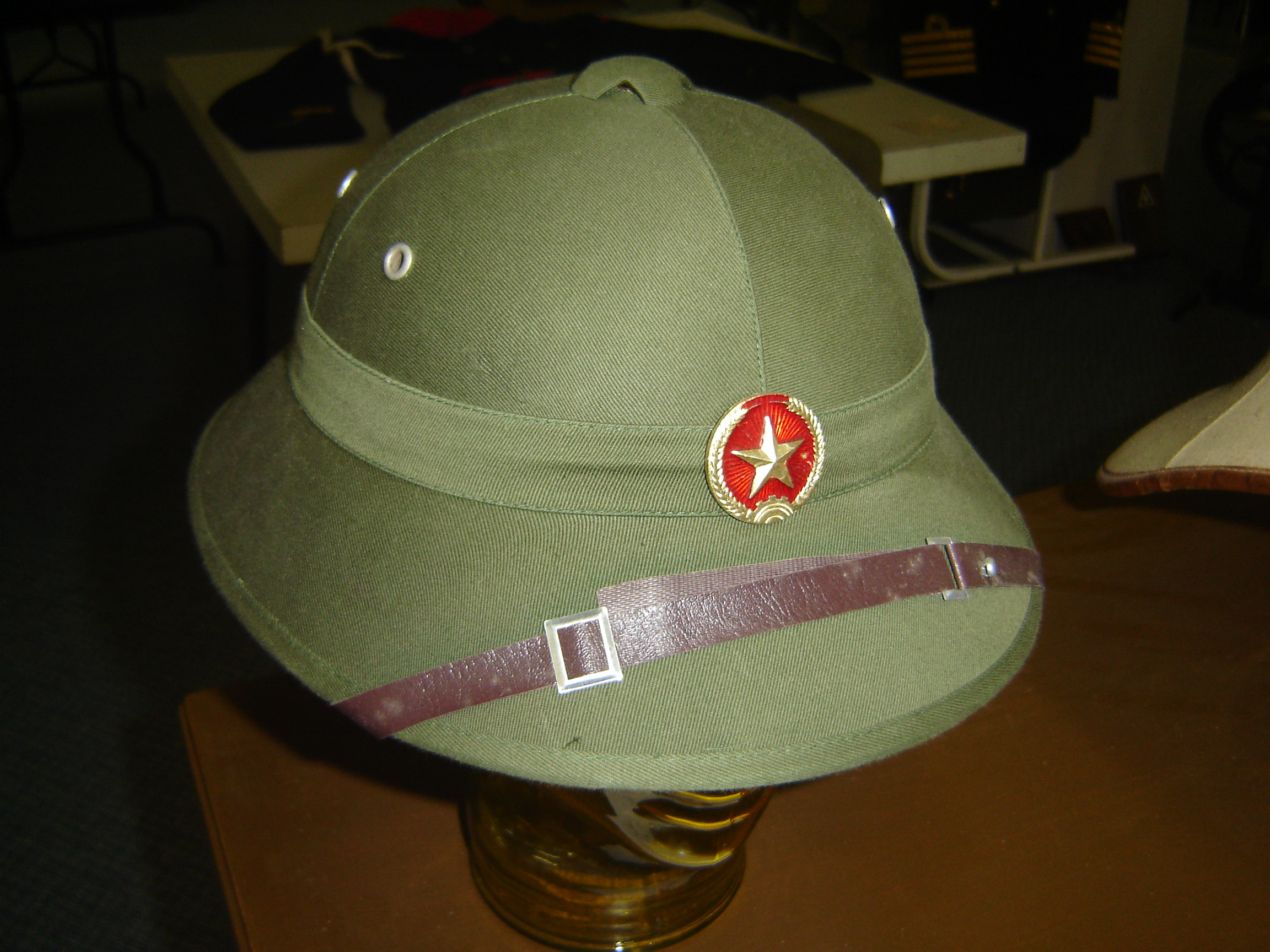
Salacot de l'Armée populaire vietnamienne.

### XXesiècle
Le casque colonial en liège fut largement utilisé par les civils en particulier dans le Midi de la France, jardiniers, marins de plaisance, et par les colons. Il fit partie également de l'uniforme de la police municipale de plusieurs villes du Midi, notamment de Marseille, Nice, Toulon, etc.

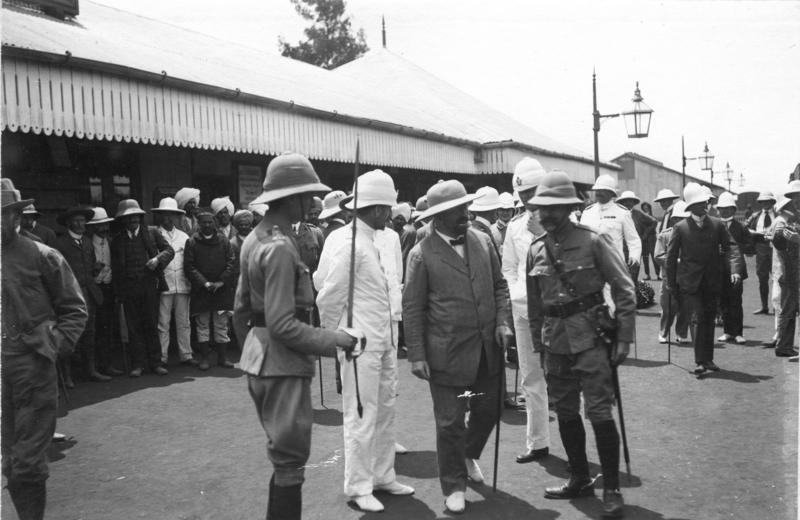
Officiers coloniaux britanniques en 1907, à Nairobi.
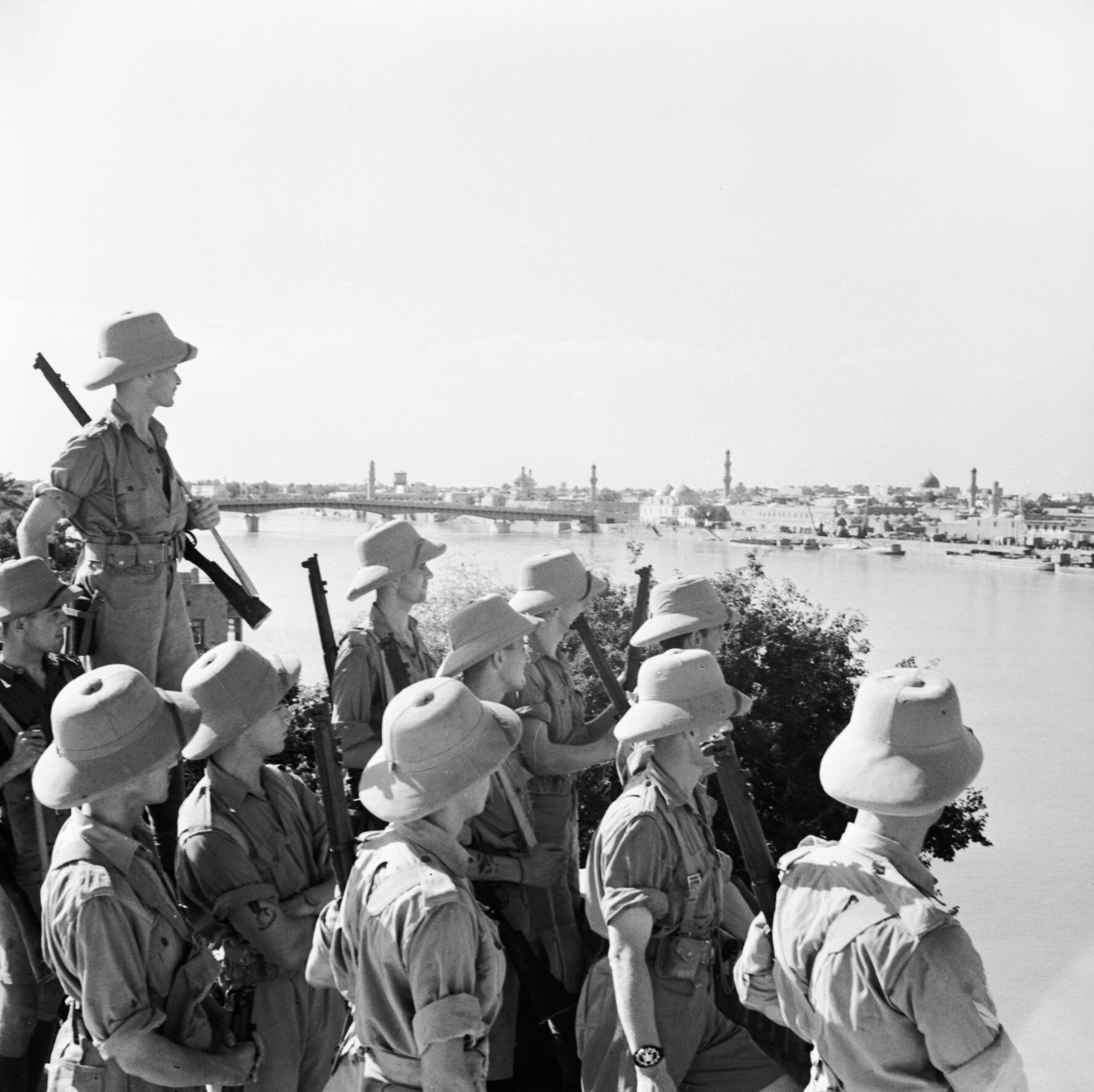
Troupes britanniques en Irak en 1941.

### Utilisation actuelle

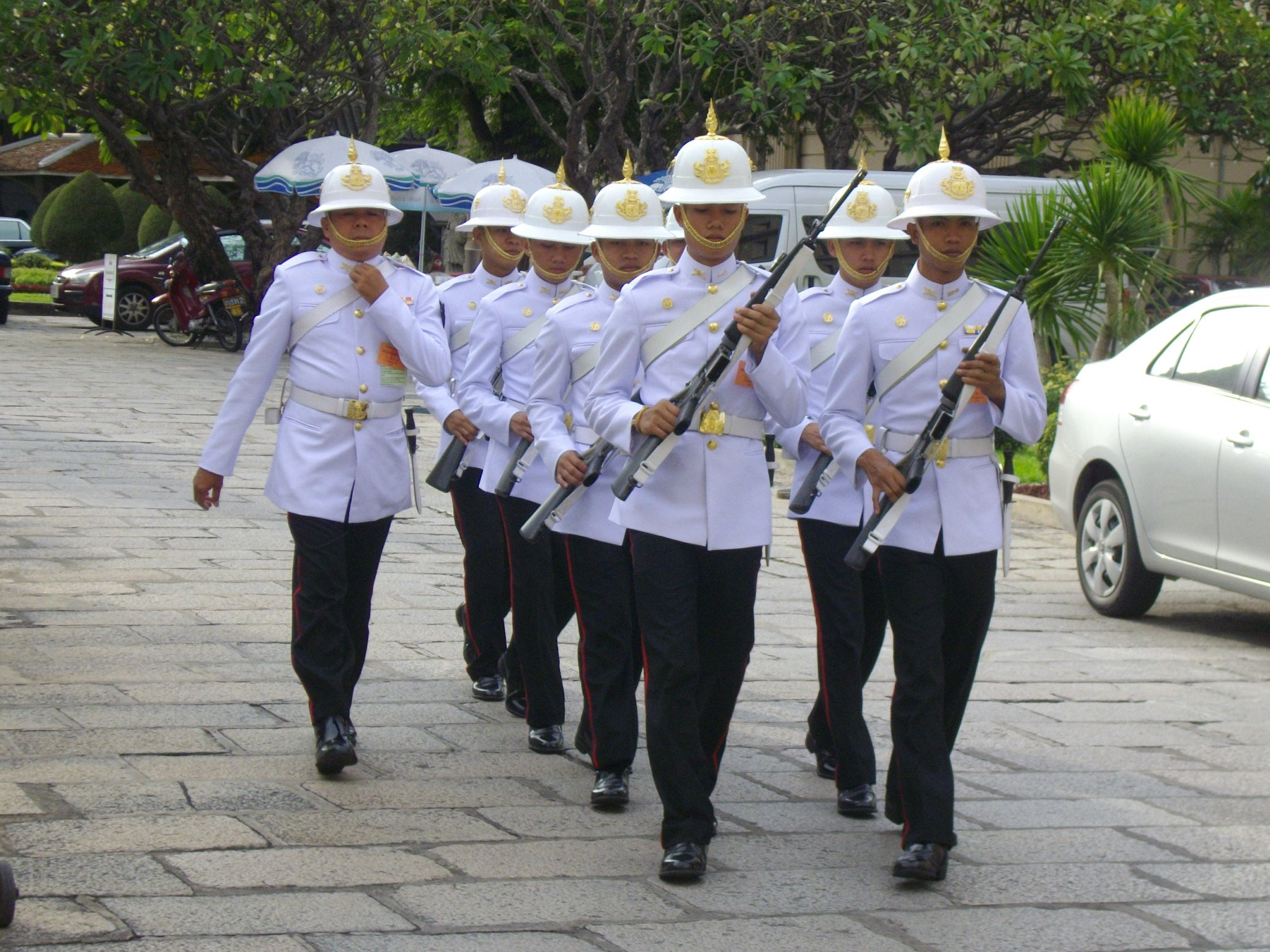
Soldats de la garde royale de Thaïlande.

Le salacot est toujours utilisé par certains régiments, surtout pour l'apparat, dont la compagnie des Carabiniers du Prince de Monaco.

### Divers
En 1949, un radio-chapeau est construit sur le modèle du casque colonial.

## Personnalités portant le casque
Personnes et personnages portant un casque colonial :
- Henry Morton Stanley, journaliste et explorateur du Congo
- Charles De Gaulle, ayant porté la salacot durant la seconde guerre mondiale en Afrique française libre
- docteur Faustroll
- Albert Schweitzer, pasteur, médecin bénévole et lauréat du prix Nobel de la paix
- Tintin, dans Tintin au Congo
- Max l'explorateur, personnage principal de la bande dessinée éponyme
- les Royal Marines
- Timar dans Le Coup de lune
- le major Grubert de Moebius